# Dreieckspitze
Die Dreieckspitze (3031 m s.l.m., auch Dreieggspitze, italienisch Triangolo di Riva) ist ein Gipfel in der Rieserfernergruppe und liegt an der österreichisch-italienischen Grenze zwischen Ost- und Südtirol. Dieser Grenzverlauf deckt sich hier mit der Grenze zwischen dem Naturpark Rieserferner-Ahrn und dem Nationalpark Hohe Tauern. Die Dreieckspitze ist der nördlichste Dreitausender der Rieserfernergruppe, sie liegt weniger als zwei Kilometer südlich des Klammljochs. Südöstlich des Gipfels befindet sich der Fleischbachkees. Von der Dreieckspitze verläuft der Grenzkamm in südöstlicher Richtung, Nachbargipfel in diesem den Fleischbachkees begrenzenden Kamm sind Kleiner und Großer Rotstein (3048 m bzw. 3147 m).

## Anstiegsmöglichkeiten
Meist wird der Gipfel von der Südtiroler Seite bestiegen, da diese Anstiege kürzer sind als die von der Osttiroler Seite. Ausgangspunkt ist dabei Rein in Taufers. Der übliche Anstieg führt hier über die untere und obere Kofler Alm, die Kofler Seen, die Bärenluegscharte und den Südostgrat. Der Anstiegsweg zur Bärenluegscharte kann dabei alternativ auch über das unterste Knuttental und die Sossenalm erreicht werden. Eine weitere Anstiegsvariante führt bis ins hintere Knuttental zur Knuttenalm, über den Klammlsee ins Kar unterhalb der Bärenluegscharte, wo der Anstiegsweg mit dem über die Kofler Seen zusammentrifft. Alle diese Anstiegsvarianten sind größtenteils markiert und unschwierig. Für den Anstieg über die Kofler Seen sind etwa 4¼ Stunden zu veranschlagen.
Der relativ selten begangene Anstieg von Osttirol beginnt an der Oberhausalm (1786 m) und führt über die Jagdhaus-Alm und den nordwestlichen Rand des Fleischbachkees zu einer Geröllflanke, die auf den Ostrücken führt. Über den Ostrücken gelangt man unschwierig auf den Gipfel. Insgesamt sind für diese Anstiegsvariante 5 Stunden Zeit einzuplanen.
Die Besteigung der Dreieckspitze eignet sich auch als Skitour.